# ケータイPOST
ケータイPOSTは、過去にKDDI・docomo・SoftBankがそれぞれサミーネットワークスとともに提供していた、携帯電話ではがきをデザインし印刷、投函できるサービス。

## 概要
Sammy NetWorks.（サミーネットワークス）が株式会社ウェブテクノロジの画像合成技術を利用し、はがきへの印刷、ポストへの投函などを代行するサービスである。宛名と差出人も印刷し、投函してもらえる『投函おまかせサービス』と、手書きで一筆添えたい人向けの『自宅にまとめてお届けサービス』の2種類から選べる。『自宅にまとめてお届けサービス』は、差出人登録住所に全国一律1種類350円の送料でメール便で発送してくれる。テンプレート代は1通0円 - 31円、はがきを送る場合の情報料は1通157円からとなり、この料金は携帯会社が代行し携帯電話の料金と一緒に支払うシステムである（ドコモなら『ドコモケータイ払い』）。
2007年11月29日にau端末でサービスが開始した。その後、2008年11月4日よりdocomo・SoftBank端末からもコンテンツの購入ができるようになった。
2012年4月27日サービス終了。

## 特徴
1. メッセージを入力する事ができる（絵文字も可能）。
2. 写真をはがきに挿入する事ができる。
3. 作成したはがきデザインや、アドレス帳等を継続して保管する事ができる（有料コースのみ）。
4. ケータイPOSTのPCサイトからもアドレス帳の登録、編集が行える。
5. ケータイPOSTのPCサイトから自作の画像データをアップロードし印刷する事ができる。

## 対応機種
携帯電話
docomo FOMA端末
au WINまたは、multi端末でQVGA以上搭載端末
SoftBank 3G端末

## コンテンツ
年賀状、喪中葉書、誕生日、結婚、引っ越し、出産、向けなどのはがきデザインコンテンツ